# マリア・フォン・トラップ
マリア・アウグスタ・フォン・トラップ（Maria Augusta von Trapp、1905年1月26日 - 1987年3月28日）は、オーストリア生まれの人物。元オーストリア海軍将校ゲオルク・フォン・トラップと結婚し、亡くなった前妻の子供たちと自らの子供たちでトラップ・ファミリー合唱団を結成して有名になった。
彼女の自叙伝を脚色して映画『菩提樹』『続・菩提樹』、ミュージカル・映画『サウンド・オブ・ミュージック』、テレビアニメ『トラップ一家物語』などが作られた。

## 生涯

### 生い立ち、トラップ家との出会い
生まれてすぐに母アウグスタ・ライナー（Augusta Rainer）を亡くしたマリアは、父カール・クチェラ（Karl Kutschera）の手で親戚に預けられたが、父も9歳のときに失った。やがて親戚との折り合いが悪くなると、彼女は家を出て全寮制の学校に入った。1923年、マリアは、ウィーンにあるState Teachers College for Progressive Educationを卒業した。もともと音楽が好きだった彼女は青年たちのグループに加わってオーストリアの民謡を習った。キリスト教に反感をもっていたが音楽鑑賞をするためにカトリック教会のミサに参列し、やがてキリスト教に心を惹かれるようになった。

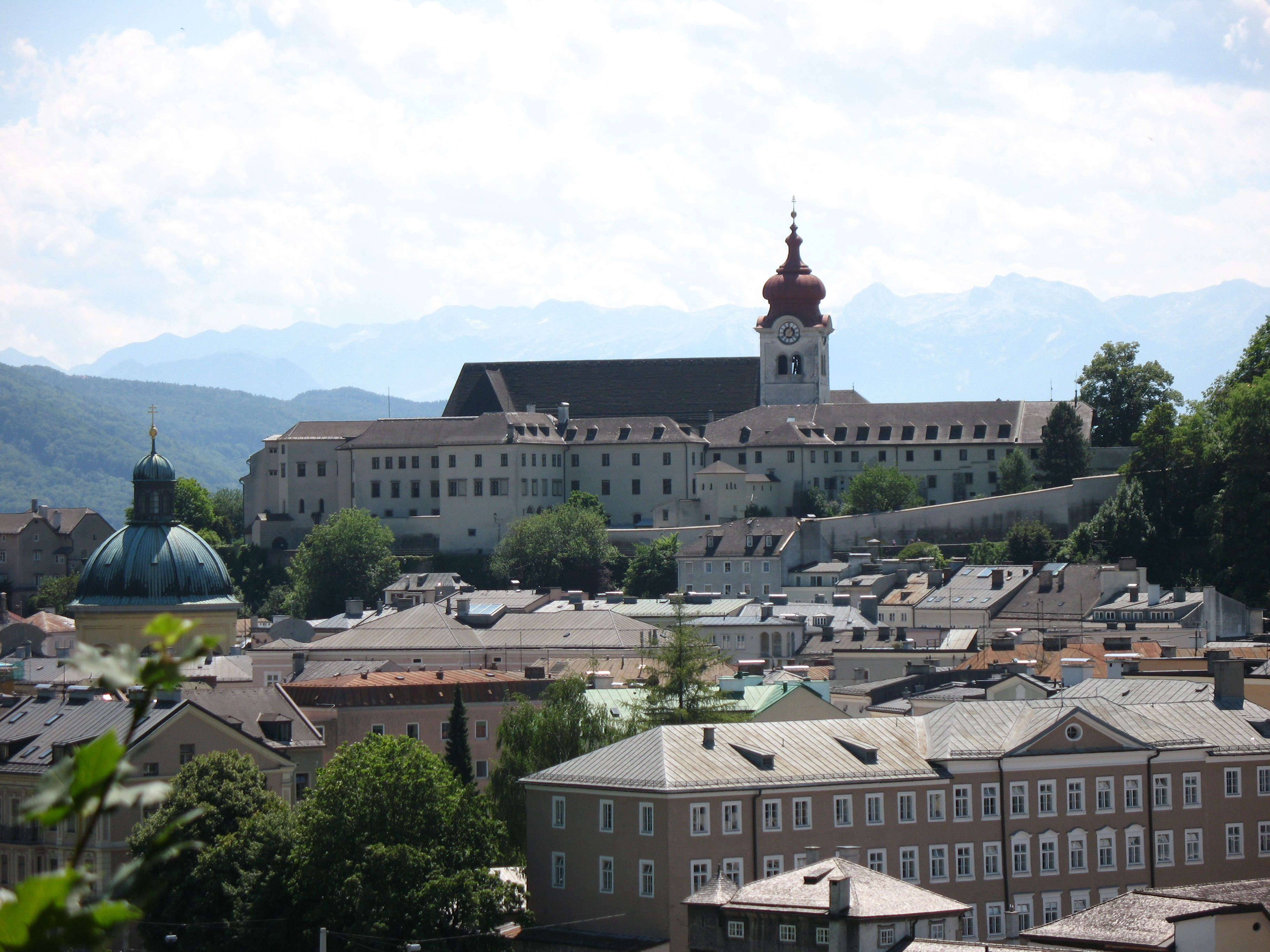
ノンベルク修道院

信仰を徹底しようと、ザルツブルクにあった女子ベネディクト会のノンベルク修道院に志願者として入ったが、修道院の暮らしになじめず体調を崩した。そこで院長の勧めで修道院を離れ、娘マリアの家庭教師を探していたフォン・トラップ家に住み込みで働くことになった。
1926年にフォン・トラップ家にやってきたマリアは、もともと音楽が好きだった7人の子供たちと心を通わせるようになり、子供たちとハイキングに出かけたり、バレーボールやサイクリング、ダンスなどに興じるようになった。やがて父親のゲオルク・フォン・トラップと恋愛関係になり、1927年11月26日にノンベルク修道院で結婚式をあげた。このとき自身は22歳、夫ゲオルクは47歳、子供たちは長男ルーペルト16歳、長女アガーテ14歳、次女マリア・フランツィスカ13歳、次男ウェルナー12歳、三女ヘートウィク10歳、四女ヨハンナ8歳、五女マルティーナ6歳であった。やがてゲオルクとマリアの間にもローズマリー、エレオノーレ、ヨーハネスという一男二女が生まれ、12人の大家族になった。

### トラップ・ファミリー合唱団の誕生とアメリカへの亡命
1933年、オーストリアを襲った金融恐慌により、フォン・トラップ家の財産を預けていた銀行が倒産し、一家は財産を失った。すっかり意気消沈してしまったゲオルクに対し、貴族のプライドを捨ててフォン・トラップ邸の空き部屋を神学生に貸し出し、更に歌を各地の催しで披露し収入にしていこうと提案したのはマリアであった。宿舎付き神父フランツ・ヴァスナーはかつてローマで教会音楽を学んでおり、やがて兄弟姉妹の歌の指導・編曲、後にはフォン・トラップ家の財産管理さえも行うようになった。1935年、彼らはザルツブルクの大衆歌手コンテストに参加し、ヴァスナー神父の指揮で兄弟姉妹と母親で歌ったところ優勝した。これをラジオで聴いた当時の首相クルト・シュシュニックは一家をウィーンに招き、その歌声を楽しんだ。これを契機に合唱団は人気を博し、やがて「トラップ室内聖歌隊」という名前でヨーロッパ全域を回り、コンサート活動を行った。
1938年、オーストリアはナチス政権下のドイツに併合された。その頃、合唱団がアメリカ合衆国のエージェントから公演の依頼を受けていたこともあり、彼らは家族でオーストリアを離れることになり、ナチ党員だったにもかかわらず一家に同情的だった執事ハンス・シュヴァイガーが亡命を進言した。行動を共にすることに決めたヴァスナー神父と一家は、汽車を乗り継いでスイス、フランス、イギリスへと渡り、サウサンプトンからアメリカへ向けて出航した。アメリカでのビザが切れると彼らは再びヨーロッパへ戻り、そこでもコンサートを行って、1939年10月にまたニューヨークへ渡った。
1940年になると、大手プロダクションが家族のプロデュースを引き受けるようになったが、その時に辛気臭いとの理由で「トラップ・ファミリー聖歌隊」（Trapp Family Choir）という名前を「トラップ・ファミリー合唱団」（Trapp Family Singers）に改名し、曲目から聖歌を減らしてフォークソングを中心にするよう改められた。こうしてアメリカ中をまわるようになると再び評判を呼び、1956年までコンサート活動を行った。1948年、一家はようやくアメリカの市民権を得た。

### 映画化・ミュージカル化とマリアたちの反応
夫ゲオルクは1947年に亡くなったが、マリアは家族の歴史をつづった The Story of the Trapp Family Singers（1949年、『トラップ・ファミリー合唱団物語』）や Around the Year with the Trapp Family （1955年、『トラップ一家の一年』）などを次々と出版し、ベストセラーになった。
1956年、ドイツの映画会社がマリアの著作の映画化権とそれに関連する権利を9,000ドルで買い取った。収入を必要としていたマリアは全ての権利を売ってしまったため、一家は以降の映画がもたらした莫大な収入の恩恵を受けられなかった。ドイツではこの著作を元に、当時のトップ女優ルート・ロイヴェリク主演の2本の映画（『菩提樹』 Die Trapp-Familie 、1956年、『続・菩提樹』 Die Trapp-Familie in Amerika 、1958年）が作られた。さらにアメリカのプロダクションがその権利を買い取りリチャード・ロジャーズとオスカー・ハマースタイン2世の売れっ子コンビが作品化を引き受け、トラップファミリー合唱団の実際の演目を使うという当初のアイデアを捨てて、完全にオリジナル曲を作ってミュージカル化した。
ミュージカルは大ヒットしたが、物語の内容や登場人物の造形（特にゲオルクの描き方）については、実際のマリアたちの出来事とは大きく異なるものであったため、マリアと子供たちはショックを受けた。やがて1965年にジュリー・アンドリュースの主演で映画化されると世界中で大ヒットしたが前述の通り映画化とそれにまつわる権利を安く売ってしまってたので、トラップ一家にはお金が入らなかった。このときもマリアは脚本家アーネスト・レーマンに対して、夫ゲオルクの書き方を改めるよう頼んだが、結局聞き入れられなかった。

マリアはこの映画を快く思わなかったが、ジュリー・アンドリュースがホストを務める『The Julie Andrews Hour』にゲストで出演した時は、ジュリーの演技が素晴らしいと褒めた。マリアは、番組でジュリー・アンドリュースにヨーデルを教えたり、一緒にエーデルワイスの歌を披露した。番組内でジュリーが亡命時のことをインタビューすると、マリアは『当時自分が10番目の子供（マリアにとっては血の繋がった3番目の子供）を妊娠中での亡命だった』と答えた。
続けてジュリーが、『映画の最後は、国境を越えようと山を登り、それがエンディングとなりますが、実際あの後はどうなったのでしょうか?』と尋ねると、マリアは『その後私達は、アルプスの反対側、現在はイタリア領ですがそこへ辿り着きました。昨日までお金持ちであったのに、次の日から難民になって、貧しい中でも特に貧しい人達になってしまいました。難民は、お金がないだけじゃなく権利もない人達でした。どの国も（難民に対しては）5、6週間の滞在ビザしか発行してくれないので、イタリアからフランス、フランスからベルギー、ベルギーからオランダへと転々としました。お金も無くなって、唯一上手にできるのが歌うことだったので趣味が本職になり、それで一家の生計のやりくりをしていました』と語った。

### その後
一家がコンサート活動を終えると、マリアは数人の子供たちとバーモント州ストウにトラップ・ファミリー・ロッジを開き、自給自足の傍ら、訪問者をもてなしながら各地で講演活動を行った。
映画以上の激動の人生を送ったマリアは1987年3月28日に闘病生活の末にこの世を去った。現在、マリアはトラップ・ファミリー・ロッジの一角の墓地にゲオルクらと共に眠っている。

## 著作
- The Story of the Trapp Family Singers, 1949年
  - 小田部胤明訳『国超えて歌う一家―トラップ家族合唱団の物語』中央出版社 、1954年（『歌うトラップ一家』中央出版社（ユニヴァーサル文庫）1968年、サンパウロ、1997年、ISBN 978-4805608067 ）
  - 中込純次訳『菩提樹』三笠書房（若草文庫）、1957年 （同題、1964年、改題『サウンド・オブ・ミュージック』1967年）
  - 谷口由美子訳『サウンド・オブ・ミュージック』文溪堂、ISBN 978-4894231955 『サウンド・オブ・ミュージック アメリカ編』文溪堂 ISBN  978-4894232082
- Around the Year with the Trapp Family, 1955年
- A Family on Wheels: Further Adventures of the Trapp Family Singers, 1959年頃
- Yesterday, Today and Forever: The Religious Life of a Remarkable Family, 1952年
  - 小田部胤明訳『昨日も今日も永遠に』中央出版社、1955年（改題『ある家庭の聖書研究』中央出版社（ユニヴァーサル文庫）1969年）
- Maria, 1972年
  - 中込純次訳『絶妙な道のり』中央出版社、1976年
- When the King Was Carpenter、1976年
  - 川野正七訳『王が大工であった時』中央出版社、1978年

## 関連書籍
- ハンス・ヴィルヘルム・岩倉務ほか訳『トラップ一家物語』（絵本）平和のアトリエ、1990年、ISBN 978-4938365059 （2002年、ISBN 978-4938365271）
- 草原ゆうみ『トラップ一家物語』（世界名作劇場）、竹書房文庫、2004年、ISBN 978-4812417782
- ウィリアム・T・アンダーソン 、デイヴィッド・ウェイド、谷口由美子訳『サウンド・オブ・ミュージックの世界―トラップ一家の歩んだ道』求龍堂、1995年、ISBN 978-4763095046
- 『トラップ一家物語』（1〜4）ひかりのくに、1991年、ISBN 978-4564053733 (1)、ISBN 978-4564053740 (2)、ISBN 978-4564053795 (3)、ISBN 978-4564053801 (4)
- 『トラップ一家物語』（1〜5）小学館、1991年、ISBN 978-4091134011  (1)、ISBN 978-4091134028  (2)、ISBN 978-4091134035 (3)、ISBN 978-4091134042 (4)、ISBN 978-4091134059 (5)
- 『トラップ一家物語』（1〜6）講談社、1991年、ISBN 978-4063034400 (1)、ISBN-13: 978-4063034547 (2)、ISBN 978-4063034646 (3)、ISBN 978-4063034707 (4)、ISBN 978-4063034813 (5)、ISBN 978-4063034905 (6)
- 田中史子・木村光雄『トラップ一家物語』学習研究社、1991年、ISBN 978-4051055752 （上）、ISBN 978-4051055769 （下）
- 飯島たかし・ 木村光雄『トラップ一家物語』朝日ソノラマ、1991年、ISBN 978-4257730484 （前）、ISBN 978-4257730491 （後）
- ヤマハ音楽振興会『トラップ一家物語』ヤマハ音楽振興会、1991年、ISBN 978-4636153750
- 矢野真弓・日本アニメーション『トラップ一家物語』（絵本アニメ世界名作劇場）ぎょうせい、2003年、ISBN 978-4324069738